# Corry, Pennsylvania
Corry là một thành phố thuộc quận Erie, tiểu bang Pennsylvania, Hoa Kỳ. Năm 2010, dân số của thành phố này là 6605 người.